# Peropteryx leucoptera
Peropteryx leucoptera är en däggdjursart som beskrevs av Peters 1867. Peropteryx leucoptera ingår i släktet Peropteryx och familjen frisvansade fladdermöss. IUCN kategoriserar arten globalt som livskraftig.
Inga underarter finns listade i Catalogue of Life. Wilson & Reeder (2005) skiljer mellan två underarter. Arten är ensam i undersläktet Peronymus som ibland listas som självständigt släkte.
Individerna blir i genomsnitt 56 mm långa (huvud och bål), har en cirka 13 mm lång svans, ungefär 43 mm långa underarmar och cirka 16 mm långa öron. Honor är lite större än hanar. Pälsen har på ovansidan en rödbrun till mörkbrun färg och undersidan är ljusare. Det förekommer inga ljusa linjer på ryggen men flygmembranen är nära stjärten vitaktig. Hos många individer är öronen på huvudet sammanlänkade med en smal hudremsa.
Denna fladdermus förekommer i Amazonområdet och i angränsande regioner av Colombia, Venezuela, Peru, regionen Guyana, norra Bolivia och norra Brasilien. Arten vistas i låglandet.
Individerna vilar i grottor, i trädens håligheter, under överhängande klippor eller i liknande gömställen. Troligen jagar de flygande insekter.